# Heinrich Lauber
Heinrich Karl Johann Lauber, seit 1946 Henry Lauber (* 24. Oktober 1899 in Bettenhausen; † 19. März 1979 in London) war ein deutsch-britischer Mediziner.

## Leben und Tätigkeit

### Frühe Jahre und Ausbildung
Lauber war das älteste von drei Kindern des Carl Theodor Lauber (1870–1944) und seiner Frau Adelheid geb. Landauer (1873–1950).
Von 1909 bis 1917 besuchte Lauber das Wilhelmsgymnasium in Kassel, das er während des dritten Kriegsjahres des Ersten Weltkrieges mit dem Notabitur verließ: Daraufhin trat er in das Garde-Fuß-Artillerie-Regiment Nr. 2 in Jüterbog ein. Aufgrund eines schweren Darmabszesses wurde er jedoch nach kurzer Zeit in ein Lazarett eingewiesen, wo er zweimal operiert wurde und in dem er sieben Monate verblieb. Im Frühsommer 1918 wurde er aus dem Lazarett entlassen, kam aber vor Kriegsende nicht mehr an die Front. Stattdessen hatte er in den folgenden Jahren weiterhin mit gesundheitlichen Problemen zu kämpfen. Infolge einer tuberkulösen Netzhauterkrankung verlor er sein Sehvermögen auf einem Auge.
Nach dem Krieg studierte Lauber Medizin an den Universitäten Marburg, Göttingen (Sommersemester 1920 und Wintersemester 1920/1921) und Freiburg (Sommersemester 1922 und Wintersemester 1922/1923). In Marburg gehörte er ab 1919 dem Corps Hasso-Nassovia Marburg an. In Freiburg war Lauber zudem einer der Hauptgründer der studentischen Wandergesellschaft Luginsland. Ende 1923 bestand Lauber in Freiburg das Staatsexamen, das er mit der Note 1 abschloss. Er wurde 1925 zum Doktor der Medizin promoviert.
Seine Assistentenzeit absolvierte Lauber an der Psychiatrischen Klinik in Freiburg bei Alfred Hoche und dann an der Medizinischen Klinik in München bei Friedrich von Müller. Seine Volontärassistentenzeit verbrachte er am Pharmazeutischen Institut bei Walther Straub. Zu dieser Zeit hörte er außerdem noch einmal Vorlesungen an der Naturwissenschaftlichen Sektion der Philosophischen Fakultät in München.
Vom 1. Oktober 1925 bis zum 30. September 1926 vertiefte Lauber seine Kenntnisse an der Physiologischen Anstalt in Basel bei Philipp Broemser.

### Tätigkeit als Mediziner in Deutschland (1926 bis 1933)
Zum 1. Oktober 1926 wechselte Lauber als außerplanmäßiger Assistent an die Medizinische Universitätsklinik in Greifswald, wo er zunächst unter Hermann Straub arbeitete. Nach Straubs Weggang von dieser Einrichtung im Herbst 1928 blieb Lauber weiterhin in Greifswald.
1932 habilitierte Lauber sich in Greifswald zum Privatdozenten. Am 30. Juli 1932 hielt er seine Antrittsvorlesung.
Nach der Machtergreifung der Nationalsozialisten im Frühjahr 1933 geriet Lauber aufgrund seiner jüdischen Herkunft ins Visier der neuen Machthaber. Im September 1933 wurde ihm schließlich vom Reichsministerium für Wissenschaft, Erziehung und Volksbildung mitgeteilt, dass ihm gemäß den Bestimmungen des Artikels des Berufsbeamtengesetzes die Lehrbefugnis entzogen würde. Ein früherer Antrag Laubers, gemäß den Ausnahmebestimmungen des „Frontkämpferprivilegs“ im Staatsdienst verbleiben zu dürfen, war nicht berücksichtigt worden.

### Emigration und Leben in Großbritannien (1945 bis 1979)
Ende 1935 emigrierte Lauber, da er in Deutschland keine Perspektive mehr für sich sah, nach Großbritannien. Um dort praktizieren zu können, besuchte er in Glasgow und Edinburgh erneut die Universität und erwarb den britischen akademischen Grad eines MRCP & S. 1935 übernahm er die Leitung der Inneren Abteilung des German Hospital in London-Dalston, an dem er bis 1965 verblieb. Daneben betrieb er eine private Praxis als beratender Arzt.
Nach seiner Emigration wurde Lauber von den nationalsozialistischen Polizeiorganen als Staatsfeind eingestuft. Im Frühjahr 1940 setzte das Reichssicherheitshauptamt in Berlin ihn dann auf die Sonderfahndungsliste G.B., ein Verzeichnis von Personen, die im Falle einer erfolgreichen deutschen Invasion Großbritanniens durch die Sonderkommandos der SS-Einsatzgruppen mit besonderer Priorität ausfindig gemacht und verhaftet werden sollten.
Nach dem Ausbruch des Zweiten Weltkriegs wurde Lauber – da formal noch immer deutscher Staatsangehöriger – im Jahr 1940 für eineinhalb Jahre als "feindlicher Ausländer" auf der Isle of Man interniert.
Im Oktober 1946 erhielt Lauber die britische Staatsbürgerschaft und änderte seinen Namen in Henry Charles John Lauber.
Nach dem Zweiten Weltkrieg verbreiterte Laubers Tätigkeitsspektrum als Arzt sich erheblich. Zunächst als internistischer Chefarzt und niedergelassener Kardiologe rein klinisch tätig, wurde er 1947 Vertrauensarzt der Deutschen Botschaft und orientierte sich zunehmend an sozialmedizinischen Fragestellungen. So erstellte er insgesamt mehr als 1.500 Gutachten und Obergutachten für verschiedene Versicherungs- und Versorgungsbehörden sowie für Hohe Gerichte in Deutschland und England.
In Deutschland bekam Lauber nach dem Zweiten Weltkrieg im Rahmen seines Wiedergutmachungsverfahrens den Titel eines "außerordentlichen Professors mit dem Zusatz em." verliehen. Im Mai 1959 wurde er außerdem wieder in Deutschland eingebürgert, nachdem er auf Grund der 11. Verordnung zum Reichsbürgergesetz vom 25. November 1941 in Verbindung mit § 5 Abs. 2b der Ersten Verordnung zum Reichsbürgergesetz ausgebürgert worden war.
Bei einem Empfang der britischen Königin für den deutschen Bundespräsidenten Theodor Heuss am 22. Oktober 1958 im Lancaster House erhielt Lauber das Verdienstkreuz Erster Klasse des Verdienstordens der Bundesrepublik verliehen. In der Begründung war angeführt, dass er diese „für ärztliche Fürsorgearbeit für Deutsche in England und für die Mitbetätigung in den Bemühungen um Ausbau und Festigung der deutsch-englischen Beziehungen“ erhalten habe.
1965 ging Lauber als Arzt in den Ruhestand.
Ein 1980 nach Lauber benannter Seminarraum sowie eine Gedenktafel im Londoner German Hospital, welches 1987 geschlossen wurde, erinnerten früher an sein dortiges Wirken.

## Familie
Lauber lernte in London Erika Wertheimer (* 29. Mai 1915 in Bielefeld) kennen. Sie war eine Tochter des jüdischen Seidenstoff-Fabrikanten Paul Wertheimer, der unter dem nationalsozialistischen Verfolgungsdruck sein Unternehmen im Bielefelder Stadtteil Jöllenbeck verkaufen musste und im August 1936 mit seiner gesamten Familie nach Großbritannien auswanderte. Sie heirateten am 26. Juni 1943. Aus der Ehe gingen eine Tochter, Sonia (* 1946), und ein Sohn (* Charles) hervor. Erica Jenny Lauber (ihr angenommener britischer Name) verstarb am 29. Oktober 2014 im Alter von 99 Jahren.

## Schriften
- Wertbestimmung von Herba Adonis Vernalis und Herba Convallaria Majalis, München 1925. (Dissertation)
- "Untersuchungen über die Messung der Stromstärke in Blutgefässen", in: Zeitschrift für Biologie 88, S. 277.
- "Über die Blutgeschwindigkeit in den Arterien", in: Zeitschrift für die gesamte experimentelle Medizin 58, S. 634.
- "Über die Blutströmungsgeschwindigkeit in den Arterien des Menschen", in: Zeitschrift für die gesamte experimentelle Medizin 64 S. 621-
- "Zur Klinik der Bewegungsrhythmik des Magens", in: Zeitschrift für die gesamte experimentelle Medizin 74, S. 566.
- "Über die physikalische Schlagvolumenbestimmungen am Menschen", in: Zeitschrift für klinische Medizin 114, S. 96 (mit E. L. Przywara)
- "Über psychische Beeinflussung des Herz-Minutenvolumens", in: Zeitschrift für klinische Medizin 114, S. 111 (mit R. Pannhorst).
- "Über die pharmakologische Beeinflussung der Zirkulationsgrösse und Herzarbeit des Menschen", in: Zeitschrift für klinische Medizin 114, S. 120 (mit F. Brauch).
- "Der Insulindiabetes", in: Zeitschrift für klinische Medizin 114, S. 20 (mit P. Wichels).
- "Untersuchungen über den Entstehungsmechanismus des Insulindiabetes", in: Zeitschrift für klinische Medizin 119, S. 67 (mit E. L. Przywara und G. Velde).
- "Zur Messung des Aortendurchmessers in bestimmter Funktionsphase", in: Zeitschrift für klinische Medizin 119, S. 67 (mit E. L. Przywara und G. Velde).
- "Über die Herzwirkung des heissen Teilbades", in: Zeitschrift für klinische Medizin 119, S. 54 (mit H. Scholderer).
- "Über das Adrenalinlungenödem", in: Zeitschrift für klinische Medizin 119, S. 42 (mit P. Wichels).
- "Insulin und Hyperglykämie", in: Deutsches Archiv für klinische Medizin 172, S. 613 (mit P. Wichels).
- "Künstliche Atmung und Herztätigkeit. Ein Beitrag zur Theorie und Praxis der Wiederbelebung", in: Medizinische Klinik im Druck (mit P. Wichels).